# Bart's Nightmare
Bart's Nightmare è un videogioco del 1992 sviluppato dalla Sculptured Software e basato sulla serie televisiva animata I Simpson. Il gioco è stato pubblicato per Sega Mega Drive e per Super Nintendo dalla Acclaim Entertainment. Il gioco è uscito il 12 ottobre 1992 in America del nord e il 9 gennaio 1993 in Europa e Giappone.
Fu l'ultimo progetto videoludico a cui lavorò il programmatore Bill Williams: stanco delle continue intromissioni della casa produttrice, egli decise di abbandonare il mondo dei videogame per frequentare una scuola teologica luterana.

## Modalità di gioco
Bart Simpson si addormenta mentre sta studiando e si risveglia in uno strano universo in cui  televisori ambulanti e fatine vagano per le strade. Il giocatore controlla Bart nella sua ricerca delle pagine scomparse dei suoi compiti. In ogni livello viene ritrovata una nuova pagina. Alla fine del gioco Bart farà ritorno alla realtà. A seconda della quantità di pagine raccolte nel corso del gioco, il voto che Bart riceverà nel finale del gioco.